# Alona Kvasja
Alona "Ljosjik" Kvasja (ukrainska: Альона Кваша), född 5 november 1984 i Tjerkasy i Ukrainska SSR i Sovjetunionen, är en ukrainsk före detta gymnast. Hon blev europamästare i fristående i Patras 2002.

## Biografi
Kvasjas mamma Valentina är före detta friidrottare. Kvasja började med gymnastik 1989. Hon flyttade 1997 från Tjerkasy till det nationella träningscentret i Kontja-Zaspa i Kiev.
Kvasja deltog i OS 2000 och 2004. Hon deltog bara i hopp vid OS 2000 på grund av en fraktur i hälen. Hon var medlem i det ukrainska laget som blev fyra vid OS 2004 och sexa år 2000. Bästa individuella resultat var en 6:e plats i hopp 2004. 
Kvasja deltog också i världsmästerskapen i Anaheim 2003 med åttondeplats i hopp och fristående som resultat. Hon tränades av Sergej Butsula och Alla Krasovska, koreograf var Inna Korobtjinska.